# Mikel Amantegui Errandonea
Mikel Amantegui Errandonea (Irun, 3 de maig de 1979) és un futbolista professional basc ja retirat que jugava com a defensa lateral.

## Trajectòria esportiva
Mikel Amantegui es formà a les categories inferiors de la Reial Societat. Tot i això, no va arribar a debutar mai amb el primer equip, ja que el 2000 va decidir buscar-se la vida i fitxar pel Cultural Leonesa. Després de passar per diversos equips de Segona B (Sabadell, CF Badalona i Oriola CF, amb el qual va esdevenir el jugador més utilitzat de la plantilla) el lateral basc va decidir, amb 29 anys, fer el salt al futbol professional jugant a Segona A amb el Girona FC, durant la temporada 2008-2009.